# Pengchang (köpinghuvudort i Kina, Hubei Sheng, lat 30,25, long 113,51)
Pengchang (kinesiska: 彭场, 彭场镇) är en köpinghuvudort i Kina. Den ligger i provinsen Hubei, i den centrala delen av landet, omkring 82 kilometer sydväst om provinshuvudstaden Wuhan. Antalet invånare är 82 724. Befolkningen består av 39 095 kvinnor och 43 629 män. Barn under 15 år utgör 11,0 %, vuxna 15-64 år 78 %, och äldre över 65 år 9,0 %.
Runt Pengchang är det tätbefolkat, med 570 invånare per kvadratkilometer. Närmaste större samhälle är Xiantao, 14,9 km nordväst om Pengchang. Trakten runt Pengchang består till största delen av jordbruksmark.
Genomsnittlig årsnederbörd är 1 638 millimeter. Den regnigaste månaden är maj, med i genomsnitt 242 mm nederbörd, och den torraste är december, med 28 mm nederbörd.